# 宇都宮市森林公園
宇都宮市森林公園（うつのみやししんりんこうえん）は、栃木県宇都宮市福岡町と古賀志町にまたがる市営の森林公園。公園区域の多くは森林法に基づく保安林に指定されており、栃木県が指定する宇都宮鳥獣保護区の一部である。

## 概要
宇都宮市制80周年の記念事業として、1971年（昭和46年）に企画し、赤川ダムを含めて福岡町と古賀志町地内の温暖な森林一体を市民保健休養の公園に選定。1972年（昭和47年）より林業振興事業の一環として造成工事に着手、1978年（昭和53年）度まで7カ年継続事業で完成した。総費用は549,070千円を要し、国や栃木県の助成を受けた。
公園の総面積は約497haである。約500haのうち、41%の205.25haが国有林、47%の231.5445haが民有林、残る12%の61.0508haが市有林となっている。国有林の内45.4haは、1964年（昭和39年）に国から宇都宮市が借り受けた部分で、市営林として施業している。
赤川ダム周辺の約28haは公園重点管理エリアとなっている。ダムは1965年度（昭和40年度）から、かんがい事業として細野溜池（アースダム）建設が始まり、1971年（昭和46年）完成。完成後は主に赤川ダムと呼ばれている。なお、赤川ダムの上流に細野ダムがあり、付近はムカシトンボの生息地である。
1992年（平成4年）から開催のジャパンカップサイクルロードレースのコースにもなっている。
2014年度（平成26年度）に指定管理者制度が導入された。

## 主要施設

### 少年自然の家
宇都宮市森林公園条例で定められた施設で、児童及び生徒で構成する15名以上30名以下の団体で、適切な指導監督者で引率された団体のみ使用できるとされている。

### レクリエーション施設
少年自然の家以外のレクリエーション施設として、キャンプ施設、キャンプファイア施設、バーベキュー施設、魚つり施設がある。
キャンプ施設
園内に2ヶ所設置。利用料は無料だが、事前に予約が必要。開設期間は4月1日から10月31日まで。
キャンプファイア施設
開設期間は7月1日から9月30日まで。
バーベキュー施設
開設期間は1月4日から12月28日まで。
魚つり施設
開設期間は1月4日から12月28日まで。

### 自然休養村管理センター
栃木県知事が指定する自然休養村の円滑な管理運営のため、宇都宮市自然休養村管理センター条例に基づき設置されている。鉄筋コンクリート2階建、昭和53年度設置。研修や会議用のホールと和室を備える。1階展示ホールでは月替りで昆虫標本を展示する。

### 宇都宮市サイクリングターミナル（湖森館）
青少年の健全育成とスポーツ振興を図るため、宇都宮市サイクリングターミナル条例に基づき1983年4月に設置。レンタサイクルと宿泊施設を備える。

## 園内施設
- トリム施設

トリム遊歩道2,786m沿いに27基
- 日時計

物理学者矢橋徳太郎考案、昭和53年度設置
- 記念像「緑の女神」

宇都宮市出身の彫刻家篠崎明雄作、昭和53年度設置

## アクセス
- 車
  - JR宇都宮駅から約40分
  - 東北自動車道宇都宮インターチェンジから約15分
- 公共交通
  - 宇都宮駅西口から関東自動車荒針経由鹿沼行で「森林公園入口」下車徒歩約50分（約3km）